# Horvát Árpád (történész)
Horvát Árpád (Pest, 1820. február 23. – Budapest, 1894. október 26.) magyar történész, a diplomatika művelője, a Magyar Tudományos Akadémia levelező tagja. Horvát István történész fia, Petőfi Sándor özvegyének, Szendrey Júliának a második férje, Horvát Árpád orvos apja.

## Életútja
Az 1623. július 7-én címeres nemeslevelet szerzett Horváth másképp Drubics család sarja. Nemes Horvát István (1784–1846), történész és négyesi Szepessy Karolina (1784–1834) fia. A középiskolát Székesfehérvárott végezte el. 1836-ban bölcsész-, 1840-ben jogi doktor lett, 1841-ben pedig ügyvédi oklevelet szerzett.
1846-ban kinevezték a pesti egyetem oklevél- és címertan helyettes tanárává. 1848 és 1850 között az oklevéltan nyilvános rendes professzora volt. Elmozdítása után helyettes tanár lett, majd 1867-től haláláig ismét nyilvános rendes tanárként oktatott. 1857-től az Egyetemi Könyvtár tisztviselőjeként, 1871 és 1873 között annak első őreként dolgozott. Toldy Ferenc 1874-es lemondása után Eötvös József kultuszminiszter őt nevezte ki a könyvtár igazgatójává. Két évig töltötte be ezt a posztot. Erre az időszakra esett a könyvtár új épületének felavatása, a költöztetést azonban – ahogy a tényleges hivatali munkát is – az első őr, Szinnyei József irányította. 1884 júniusában Horvátot az MTA levelező tagjává választották.
Írásait főként a történeti segédtudományok köréből jelentette meg. Cikkeit a Századokban és a Magyar Könyvszemlében, visszaemlékezéseit Közlemények irománytárcámból címmel az Irodalomtörténeti Közleményekben tette közzé. Ifjúkorától nagy könyvgyűjtő volt, hagyatéka 1896-ban az Országos Széchényi Könyvtárba került.
1850 júliusában feleségül vette Petőfi Sándor özvegyét, Szendrey Júliát, így Petőfi Zoltán mostohaapja lett. Házasságuk igen nagy port kavart a közéletben. Két fiuk és két lányuk született.

## Főbb művei
- Néhány szó a Budapesti Magyar Királyi Egyetemi Könyvtár rendezése és címtározása ügyében (Budapest, 1876)
- Bevezetés a magyar oklevéltanba (h. n., 1880)
- Oklevéltani jegyzetek I–III. (Budapest, 1880–1884)
- Mabillon János, a diplomatika megalapítója (Budapest, 1885)
- A budapesti diplomatikai tanszék, a seminariumi oktatás és a felállítandó történelmi intézet (Budapest, 1886)

## További információk

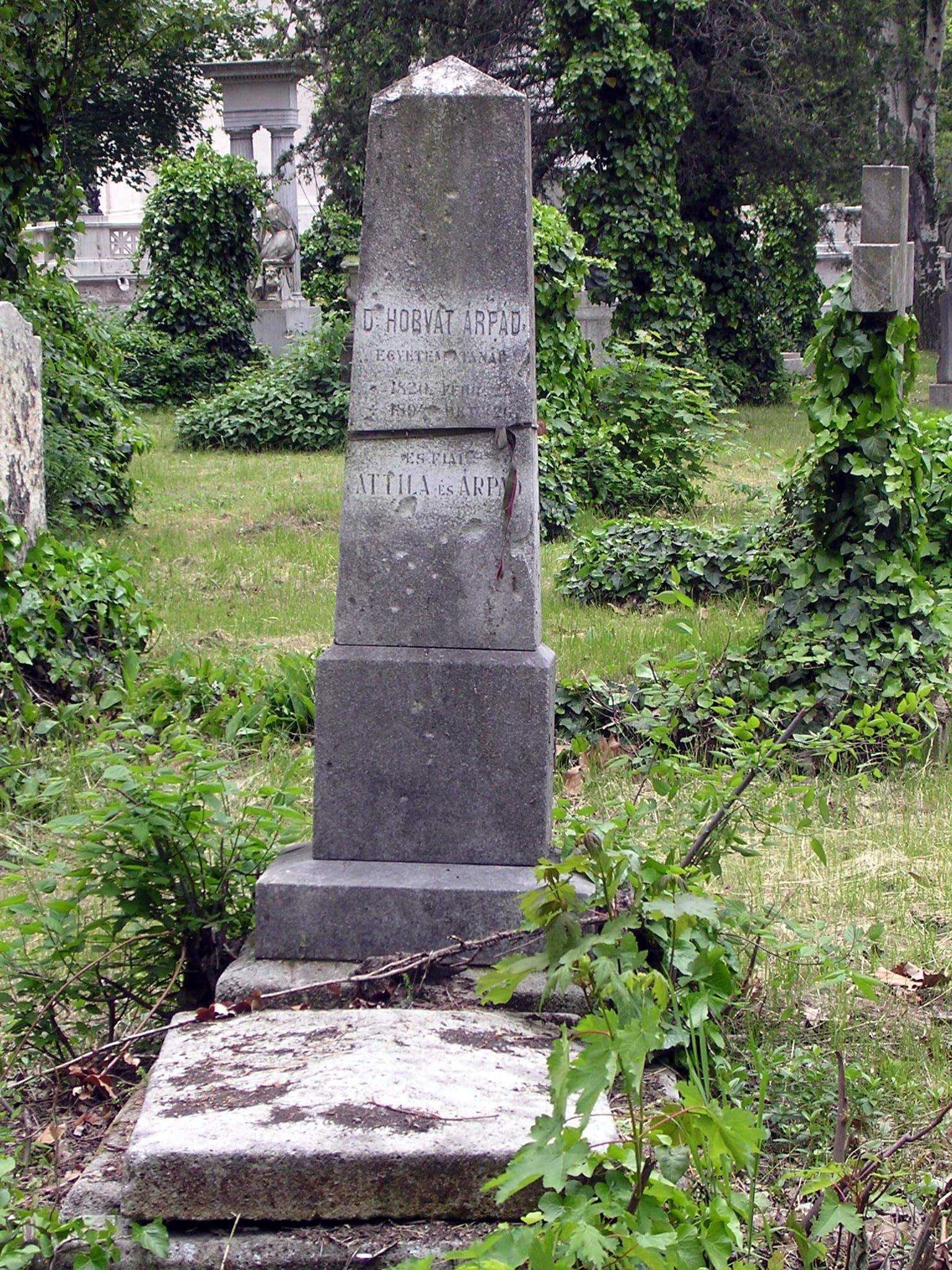
Fiaival közös sírja a Fiumei úti sírkertben, 36-2-3-14.

## A Petőfi–Horvát–Gyulai családok kapcsolata
| Petrovics István (1791–1849) | Petrovics István (1791–1849) | Petrovics István (1791–1849) | Petrovics István (1791–1849) | Petrovics István (1791–1849) | Petrovics István (1791–1849) |  |  | Hrúz Mária (1791–1849)    | Hrúz Mária (1791–1849)    | Hrúz Mária (1791–1849)    | Hrúz Mária (1791–1849)    | Hrúz Mária (1791–1849)    | Hrúz Mária (1791–1849)    |                           |                           |                            |                            |                            |                            | Horvát István (1784–1846)  | Horvát István (1784–1846)  | Horvát István (1784–1846) | Horvát István (1784–1846) | Horvát István (1784–1846)    | Horvát István (1784–1846)    |                              |                              | Szepessy Karolina             | Szepessy Karolina             | Szepessy Karolina             | Szepessy Karolina             | Szepessy Karolina             | Szepessy Karolina             |                           |                           | Szendrey Ignác (1800–1895) | Szendrey Ignác (1800–1895) | Szendrey Ignác (1800–1895) | Szendrey Ignác (1800–1895) | Szendrey Ignác (1800–1895) | Szendrey Ignác (1800–1895) |                           |                           | Gálovics Anna (1805–1849)  | Gálovics Anna (1805–1849)  | Gálovics Anna (1805–1849)  | Gálovics Anna (1805–1849)  | Gálovics Anna (1805–1849)  | Gálovics Anna (1805–1849)  |                           |                           |                           |                           |                        |                        |                        |                        |  |  |  |  |  |  |  |  |  |  |  |  |  |  |  |  |  |  |  |  |  |  |  |  |  |  |  |  |
| Petrovics István (1791–1849) | Petrovics István (1791–1849) | Petrovics István (1791–1849) | Petrovics István (1791–1849) | Petrovics István (1791–1849) | Petrovics István (1791–1849) |  |  | Hrúz Mária (1791–1849)    | Hrúz Mária (1791–1849)    | Hrúz Mária (1791–1849)    | Hrúz Mária (1791–1849)    | Hrúz Mária (1791–1849)    | Hrúz Mária (1791–1849)    |                           |                           |                            |                            |                            |                            | Horvát István (1784–1846)  | Horvát István (1784–1846)  | Horvát István (1784–1846) | Horvát István (1784–1846) | Horvát István (1784–1846)    | Horvát István (1784–1846)    |                              |                              | Szepessy Karolina             | Szepessy Karolina             | Szepessy Karolina             | Szepessy Karolina             | Szepessy Karolina             | Szepessy Karolina             |                           |                           | Szendrey Ignác (1800–1895) | Szendrey Ignác (1800–1895) | Szendrey Ignác (1800–1895) | Szendrey Ignác (1800–1895) | Szendrey Ignác (1800–1895) | Szendrey Ignác (1800–1895) |                           |                           | Gálovics Anna (1805–1849)  | Gálovics Anna (1805–1849)  | Gálovics Anna (1805–1849)  | Gálovics Anna (1805–1849)  | Gálovics Anna (1805–1849)  | Gálovics Anna (1805–1849)  |                           |                           |                           |                           |                        |                        |                        |                        |  |  |  |  |  |  |  |  |  |  |  |  |  |  |  |  |  |  |  |  |  |  |  |  |  |  |  |  |
|                              |                              |                              |                              |                              |                              |  |  |                           |                           |                           |                           |                           |                           |                           |                           |                            |                            |                            |                            |                            |                            |                           |                           |                              |                              |                              |                              |                               |                               |                               |                               |                               |                               |                           |                           |                            |                            |                            |                            |                            |                            |                           |                           |                            |                            |                            |                            |                            |                            |                           |                           |                           |                           |                        |                        |                        |                        |  |  |  |  |  |  |  |  |  |  |  |  |  |  |  |  |  |  |  |  |  |  |  |  |  |  |  |  |
|                              |                              |                              |                              |                              |                              |  |  |                           |                           |                           |                           |                           |                           |                           |                           |                            |                            |                            |                            |                            |                            |                           |                           |                              |                              |                              |                              |                               |                               |                               |                               |                               |                               |                           |                           |                            |                            |                            |                            |                            |                            |                           |                           |                            |                            |                            |                            |                            |                            |                           |                           |                           |                           |                        |                        |                        |                        |  |  |  |  |  |  |  |  |  |  |  |  |  |  |  |  |  |  |  |  |  |  |  |  |  |  |  |  |
|                              |                              |                              |                              |                              |                              |  |  |                           |                           |                           |                           |                           |                           |                           |                           |                            |                            |                            |                            |                            |                            |                           |                           |                              |                              |                              |                              |                               |                               |                               |                               |                               |                               |                           |                           |                            |                            |                            |                            |                            |                            |                           |                           |                            |                            |                            |                            |                            |                            |                           |                           |                           |                           |                        |                        |                        |                        |  |  |  |  |  |  |  |  |  |  |  |  |  |  |  |  |  |  |  |  |  |  |  |  |  |  |  |  |
| Petőfi István (1825–1880)    | Petőfi István (1825–1880)    | Petőfi István (1825–1880)    | Petőfi István (1825–1880)    | Petőfi István (1825–1880)    | Petőfi István (1825–1880)    |  |  | Petőfi Sándor (1823–1849) | Petőfi Sándor (1823–1849) | Petőfi Sándor (1823–1849) | Petőfi Sándor (1823–1849) | Petőfi Sándor (1823–1849) | Petőfi Sándor (1823–1849) |                           |                           | Szendrey Júlia (1828–1868) | Szendrey Júlia (1828–1868) | Szendrey Júlia (1828–1868) | Szendrey Júlia (1828–1868) | Szendrey Júlia (1828–1868) | Szendrey Júlia (1828–1868) |                           |                           | id. Horvát Árpád (1820–1894) | id. Horvát Árpád (1820–1894) | id. Horvát Árpád (1820–1894) | id. Horvát Árpád (1820–1894) | id. Horvát Árpád (1820–1894)  | id. Horvát Árpád (1820–1894)  |                               |                               | Szendrey Gyula (?–1850)       | Szendrey Gyula (?–1850)       | Szendrey Gyula (?–1850)   | Szendrey Gyula (?–1850)   | Szendrey Gyula (?–1850)    | Szendrey Gyula (?–1850)    |                            |                            |                            |                            |                           |                           | Szendrey Mária (1838–1866) | Szendrey Mária (1838–1866) | Szendrey Mária (1838–1866) | Szendrey Mária (1838–1866) | Szendrey Mária (1838–1866) | Szendrey Mária (1838–1866) |                           |                           | Gyulai Pál (1826–1909)    | Gyulai Pál (1826–1909)    | Gyulai Pál (1826–1909) | Gyulai Pál (1826–1909) | Gyulai Pál (1826–1909) | Gyulai Pál (1826–1909) |  |  |  |  |  |  |  |  |  |  |  |  |  |  |  |  |  |  |  |  |  |  |  |  |  |  |  |  |
| Petőfi István (1825–1880)    | Petőfi István (1825–1880)    | Petőfi István (1825–1880)    | Petőfi István (1825–1880)    | Petőfi István (1825–1880)    | Petőfi István (1825–1880)    |  |  | Petőfi Sándor (1823–1849) | Petőfi Sándor (1823–1849) | Petőfi Sándor (1823–1849) | Petőfi Sándor (1823–1849) | Petőfi Sándor (1823–1849) | Petőfi Sándor (1823–1849) |                           |                           | Szendrey Júlia (1828–1868) | Szendrey Júlia (1828–1868) | Szendrey Júlia (1828–1868) | Szendrey Júlia (1828–1868) | Szendrey Júlia (1828–1868) | Szendrey Júlia (1828–1868) |                           |                           | id. Horvát Árpád (1820–1894) | id. Horvát Árpád (1820–1894) | id. Horvát Árpád (1820–1894) | id. Horvát Árpád (1820–1894) | id. Horvát Árpád (1820–1894)  | id. Horvát Árpád (1820–1894)  |                               |                               | Szendrey Gyula (?–1850)       | Szendrey Gyula (?–1850)       | Szendrey Gyula (?–1850)   | Szendrey Gyula (?–1850)   | Szendrey Gyula (?–1850)    | Szendrey Gyula (?–1850)    |                            |                            |                            |                            |                           |                           | Szendrey Mária (1838–1866) | Szendrey Mária (1838–1866) | Szendrey Mária (1838–1866) | Szendrey Mária (1838–1866) | Szendrey Mária (1838–1866) | Szendrey Mária (1838–1866) |                           |                           | Gyulai Pál (1826–1909)    | Gyulai Pál (1826–1909)    | Gyulai Pál (1826–1909) | Gyulai Pál (1826–1909) | Gyulai Pál (1826–1909) | Gyulai Pál (1826–1909) |  |  |  |  |  |  |  |  |  |  |  |  |  |  |  |  |  |  |  |  |  |  |  |  |  |  |  |  |
|                              |                              |                              |                              |                              |                              |  |  |                           |                           |                           |                           |                           |                           |                           |                           |                            |                            |                            |                            |                            |                            |                           |                           |                              |                              |                              |                              |                               |                               |                               |                               |                               |                               |                           |                           |                            |                            |                            |                            |                            |                            |                           |                           |                            |                            |                            |                            |                            |                            |                           |                           |                           |                           |                        |                        |                        |                        |  |  |  |  |  |  |  |  |  |  |  |  |  |  |  |  |  |  |  |  |  |  |  |  |  |  |  |  |
|                              |                              |                              |                              |                              |                              |  |  |                           |                           |                           |                           |                           |                           |                           |                           |                            |                            |                            |                            |                            |                            |                           |                           |                              |                              |                              |                              |                               |                               |                               |                               |                               |                               |                           |                           |                            |                            |                            |                            |                            |                            |                           |                           |                            |                            |                            |                            |                            |                            |                           |                           |                           |                           |                        |                        |                        |                        |  |  |  |  |  |  |  |  |  |  |  |  |  |  |  |  |  |  |  |  |  |  |  |  |  |  |  |  |
|                              |                              |                              |                              |                              |                              |  |  |                           |                           |                           |                           | Petőfi Zoltán (1848–1870) | Petőfi Zoltán (1848–1870) | Petőfi Zoltán (1848–1870) | Petőfi Zoltán (1848–1870) | Petőfi Zoltán (1848–1870)  | Petőfi Zoltán (1848–1870)  |                            |                            | Horvát Attila (1851–1873)  | Horvát Attila (1851–1873)  | Horvát Attila (1851–1873) | Horvát Attila (1851–1873) | Horvát Attila (1851–1873)    | Horvát Attila (1851–1873)    |                              |                              | ifj. Horvát Árpád (1855–1887) | ifj. Horvát Árpád (1855–1887) | ifj. Horvát Árpád (1855–1887) | ifj. Horvát Árpád (1855–1887) | ifj. Horvát Árpád (1855–1887) | ifj. Horvát Árpád (1855–1887) |                           |                           | Horvát Viola (1857)        | Horvát Viola (1857)        | Horvát Viola (1857)        | Horvát Viola (1857)        | Horvát Viola (1857)        | Horvát Viola (1857)        |                           |                           | Horvát Ilona (1859–1945)   | Horvát Ilona (1859–1945)   | Horvát Ilona (1859–1945)   | Horvát Ilona (1859–1945)   | Horvát Ilona (1859–1945)   | Horvát Ilona (1859–1945)   |                           |                           |                           |                           |                        |                        |                        |                        |  |  |  |  |  |  |  |  |  |  |  |  |  |  |  |  |  |  |  |  |  |  |  |  |  |  |  |  |
|                              |                              |                              |                              |                              |                              |  |  |                           |                           |                           |                           | Petőfi Zoltán (1848–1870) | Petőfi Zoltán (1848–1870) | Petőfi Zoltán (1848–1870) | Petőfi Zoltán (1848–1870) | Petőfi Zoltán (1848–1870)  | Petőfi Zoltán (1848–1870)  |                            |                            | Horvát Attila (1851–1873)  | Horvát Attila (1851–1873)  | Horvát Attila (1851–1873) | Horvát Attila (1851–1873) | Horvát Attila (1851–1873)    | Horvát Attila (1851–1873)    |                              |                              | ifj. Horvát Árpád (1855–1887) | ifj. Horvát Árpád (1855–1887) | ifj. Horvát Árpád (1855–1887) | ifj. Horvát Árpád (1855–1887) | ifj. Horvát Árpád (1855–1887) | ifj. Horvát Árpád (1855–1887) |                           |                           | Horvát Viola (1857)        | Horvát Viola (1857)        | Horvát Viola (1857)        | Horvát Viola (1857)        | Horvát Viola (1857)        | Horvát Viola (1857)        |                           |                           | Horvát Ilona (1859–1945)   | Horvát Ilona (1859–1945)   | Horvát Ilona (1859–1945)   | Horvát Ilona (1859–1945)   | Horvát Ilona (1859–1945)   | Horvát Ilona (1859–1945)   |                           |                           |                           |                           |                        |                        |                        |                        |  |  |  |  |  |  |  |  |  |  |  |  |  |  |  |  |  |  |  |  |  |  |  |  |  |  |  |  |
|                              |                              |                              |                              |                              |                              |  |  |                           |                           |                           |                           |                           |                           |                           |                           |                            |                            |                            |                            |                            |                            |                           |                           |                              |                              |                              |                              |                               |                               |                               |                               |                               |                               |                           |                           |                            |                            |                            |                            |                            |                            |                           |                           |                            |                            |                            |                            |                            |                            |                           |                           |                           |                           |                        |                        |                        |                        |  |  |  |  |  |  |  |  |  |  |  |  |  |  |  |  |  |  |  |  |  |  |  |  |  |  |  |  |
|                              |                              |                              |                              |                              |                              |  |  |                           |                           |                           |                           |                           |                           |                           |                           |                            |                            |                            |                            |                            |                            |                           |                           |                              |                              |                              |                              |                               |                               |                               |                               | Gyulai Aranka (1859–1915)     | Gyulai Aranka (1859–1915)     | Gyulai Aranka (1859–1915) | Gyulai Aranka (1859–1915) | Gyulai Aranka (1859–1915)  | Gyulai Aranka (1859–1915)  |                            |                            | Gyulai Kálmán (1861–1897)  | Gyulai Kálmán (1861–1897)  | Gyulai Kálmán (1861–1897) | Gyulai Kálmán (1861–1897) | Gyulai Kálmán (1861–1897)  | Gyulai Kálmán (1861–1897)  |                            |                            | Gyulai Margit (1862–1885)  | Gyulai Margit (1862–1885)  | Gyulai Margit (1862–1885) | Gyulai Margit (1862–1885) | Gyulai Margit (1862–1885) | Gyulai Margit (1862–1885) |                        |                        |                        |                        |  |  |  |  |  |  |  |  |  |  |  |  |  |  |  |  |  |  |  |  |  |  |  |  |  |  |  |  |